# Titularbistum Gemellae in Numidia
Gemellae in Numidia (ital.: Gemelle di Numidia) ist ein Titularbistum der römisch-katholischen Kirche. 
Das Bistum Gemellae in Numidia war in Numidien angesiedelt, einer historischen Landschaft in Nordafrika, die weite Teile der heutigen Staaten Tunesien und Algerien umfasst.
| Titularbischöfe von Gemellae in Numidia |                                 |                                                                       |                   |                   |
| Nr.                                     | Name                            | Amt                                                                   | von               | bis               |
| 1                                       | Jorge Scarso OFMCap             | emeritierter Weihbischof in Patos de Minas (Brasilien)                | 29. November 1967 | 28. Dezember 1968 |
| 2                                       | Roger Etchegaray                | Weihbischof in Paris (Frankreich)                                     | 29. März 1969     | 22. Dezember 1970 |
| 3                                       | Jean-Charles Thomas             | Weihbischof in Aire und Dax (Frankreich)                              | 13. März 1972     | 4. Februar 1974   |
| 4                                       | Joseph Mercieca                 | Weihbischof in Malta (Malta)                                          | 20. Juli 1974     | 29. November 1976 |
| 5                                       | Geraldo do Espírito Santo Ávila | Weihbischof in Brasilia Erzbischof im Militärordinariat von Brasilien | 27. Juni 1977     | 7. März 1998      |
| 6                                       | George Stack                    | Weihbischof in Westminster (Großbritannien)                           | 12. April 2001    | 19. April 2011    |
| 7                                       | Elkin Fernando Álvarez Botero   | Weihbischof in Medellín (Kolumbien)                                   | 28. Mai 2012      | 22. Oktober 2020  |
| 8                                       | Wayne Lawrence Lobsinger        | Weihbischof in Hamilton (Kolumbien)                                   | 21. November 2020 |                   |